# Una casa infestata
Una casa infestata e altre storie (titolo orig. A Haunted House and Other Short Stories) è un'antologia di 18 racconti scritti da Virginia Woolf. Fu pubblicata dopo la morte dell'autrice nel 1944 da suo marito Leonard Woolf, il quale affermava nell'introduzione di averne discusso assieme a lei la futura raccolta in volume. 
I racconti furono composti tra il 1906 e la fine della vita della Woolf, nel marzo 1941.

## Contenuto
I primi sei racconti sono apparsi solo nella sua precedente raccolta Lunedì o martedì, nel 1921: 
- Una casa infestata
- Lunedì o martedì
- Un romanzo non scritto
- Il quartetto d'archi
- Kew Gardens
- Il marchio sul muro

I sei racconti di mezzo sono apparsi in alcune in riviste tra il 1922 e il 1941: 
- Il nuovo abito
- Il partito di ripresa
- Lappin e Lappinova
- Oggetti solidi
- La signora nello specchio
- La duchessa e il gioielliere

Le ultime sei storie erano inedite, mai pubblicate in precedenza: 
- Momenti di Essere
- L'uomo che amava il suo genere
- Il Cercaluce
- L'eredità
- Insieme e Oltre
- Un riepilogo

## Edizioni italiane
- La casa degli spiriti, traduzione di Desideria Pasolini, Collana Medusa n.152, Milano, Arnoldo Mondadori Editore, 1950. - Collana I Capolavori della Medusa, Mondadori, 1971.
- in  Lunedì o Martedì. Tutti i racconti, traduzione di Francesca Duranti, Milano, La Tartaruga, 1980.
- in  Tutti i racconti, traduzione di F. Duranti, a cura di Susan Dick, Milano, La Tartaruga, 1988, 1993, 1996, 2003. - in Racconti, Collana I Nani. Classici, Milano, Baldini & Castoldi, 2000, ISBN 978-88-808-9836-8.
- in  Momenti di essere e altri racconti, traduzione di Marcella Dallatorre, Introduzione di Sandra Kemp, Collana I Classici della BUR, Milano, Rizzoli, aprile 1995, II ed. maggio 2001, ISBN 978-88-171-7036-9.
- in  Short Fiction, Introduzione generale di Vita Fortunati, introduzioni ai singoli racconti di Lucia Gunella, note e analisi dei testi di Valerie Quinlivan, Collana Great Authors, Napoli, Loffredo, 1997, ISBN 978-88-809-6495-7.
- in  Tutti i racconti, traduzione di Lucio Angelini, Introduzione di Eraldo Affinati, Collana Grandi Tascabili Economici, Roma, Newton Compton, 2009, ISBN 978-88-541-1358-9. - Collana I MiniMammut, Newton Compton, 2021, ISBN 978-88-227-5382-3.
- in  Lunedì o martedì, traduzione di C. Colla, Collana Le matite del lama, Nuova Editrice Berti, 2015, ISBN 978-88-736-4530-6.
- in  Oggetti solidi. Tutti i racconti e altre prose, traduzione di F. Duranti, a cura di Liliana Rampello, Collana Racconti, Roma, Racconti Edizioni, 2016, ISBN 978-88-997-6709-9.
- in  Lunedì o martedì. Tutti i racconti, trad. e cura di Mario Fortunato, Collana Letteraria straniera, Milano-Firenze, Bompiani, 2017, ISBN 978-88-452-8345-1.
- La casa stregata e altri racconti, traduzione di Luis Miguel Selvelli, Collana Narrativa, Bagno a Ripoli, Passigli, 2018-2021, ISBN 978-88-368-1862-4.